# Parco nazionale dei gorilla di Mgahinga
Il parco nazionale dei gorilla di Mgahinga (Mgahinga Gorilla National Park) è un parco nazionale dell'Uganda sudoccidentale, situato nei pressi della città di Kisoro, nei monti Virunga.  Si trova nella contea di Bufumbira del distretto di Kisoro. È adiacente al Parco nazionale dei Vulcani (Ruanda) e al parco nazionale dei Virunga (Repubblica Democratica del Congo). L'area del parco comprende tre degli otto vulcani della catena dei Virunga: il Muhabura, il Gahinga (da cui prende il nome il parco) e il Sabyinyo.
Con il parco nazionale impenetrabile di Bwindi, il Mgahinga è uno dei due soli parchi dell'Uganda a ospitare i gorilla di montagna. Nel parco c'è tuttavia un unico gruppo di gorilla abituati alla presenza umana, e quindi osservabili dai turisti, anche se tale gruppo spesso si sposta spesso oltre il confine ruandese, rendendo quindi non certa la possibilità di osservarli in questo parco.